# Let’s Have a Dream – 1974 One Step Festival
Let’s Have a Dream – 1974 One Step Festival ist das erste Solo-Livealbum von Yoko Ono. Gleichzeitig ist es einschließlich der drei Avantgarde-Alben sowie Some Time in New York City, Double Fantasy, Milk and Honey, zweier Interview-Alben mit ihrem Ehemann John Lennon, zweier Kompilationsalben, des Live-Albums der Plastic Ono Band als auch dem Studioalbum mit Kim Gordon und Thurston Moore und der Remixalben das insgesamt einunddreißigste Album Yoko Onos. Es wurde am 24. August 2022 zuerst in Japan veröffentlicht. Am 14. September erfolgte die Veröffentlichung in anderen Ländern.

## Entstehungsgeschichte
Nach Beendigung der Arbeiten an dem Studioalbum Feeling the Space trennten sich Yoko Ono und John Lennon. Am 18. September 1973 verließen John Lennon und seine Freundin May Pang New York und begaben sich nach Los Angeles. Yoko Ono trat im November 1973 für drei Tage im „Bitter End Club“ in New York City auf, es folgte ein weiterer Auftritt am 25. Dezember 1973 mit David Spinoza in der Cathedral of Saint John the Divine. Im Jahr 1974 beschloss Yoko Ono ihre Karriere weiter zu forcieren und unternahm vom 10. bis zum 19. August 1974 eine Tournee in Japan unter der Bandbezeichnung Yoko Ono & The Plastic Ono Super Band.
Die Tourneedaten waren wie folgt:
- 10. August 1974: One Step Festival, Tokio
- 12. August 1974: Nakano Sun Plaza, Tokio
- 12. August 1974: Shinjuku Kosei Nenkin Hall
- 13. August 1974: Shi Kokaido, Nagoya
- 16. August 1974:–Kenritsu Taikukan, Hiroshima
- 19. August 1974: Kosei Nenkin Kaikan, Osaka

Am 1. August 1974 begann Yoko eine Woche mit den Proben für ihre Japan-Tournee, weiterhin wurde die Single Yume O Moutou 夢をもたう (Let’s Have A Dream) / It Happened exklusiv in Japan veröffentlicht.
Yoko Ono landete am 9. August am Flughafen Haneda in Tokio, wo es zu einem freundlichen Empfang kam, da das Publikum in Japan ihr nicht ablehnend gegenüber stand. Das erste von Yoko Onos sechs Konzerten mit der Plastic Ono Super Band im August 1974 fand am letzten Tag des One Step Festivals in Tokio statt. Veranstalter des Festivals war der im März 2019 verstorbene japanische Rockstar Yuya Uchida. Dieses Konzert wurde aufgezeichnet und erst 48 Jahre später veröffentlicht. Das Liveset enthält unter anderen auch das bisher unveröffentlichte Lied One Way Road.
Zur weiteren Werbeunterstützung wurde im Vorwege, im Juni 1974, noch ein Promotionalbum mit dem Titel Welcome: The Many Sides of Yoko Ono in Japan mit folgenden Liedern veröffentlicht:
| - Seite 1 “Gentle and Emotional YOKO” 1. Approximately Infinite Universe 2. I Want My Love to Rest Tonight 3. Now or Never 4. Shiranakatta (I Didn’t Know) 5. Run, Run, Run 6. Looking Over From My Hotel Window 7. Men, Men, Men | - Seite 2 “Rockin’ and driving YOKO” 1. Joseijoi Banzai (Part 1) 2. Don’t Worry, Kyoko (Mummy’s Only Looking for Her Hand in the Snow) 3. Woman Power 4. Move on Fast 5. Coffin Car 6. Yang Yang 7. What a Mess 8. Straight Talk |

## Cover
Die Covergestaltung erfolgte durch Dadao. Das Coverfoto stammt von Masakazu Sakomizu.

## Titelliste
Alle Titel des Albums wurden von Yoko Ono komponiert.
1. Mindtrain – 5:16
2. Angry Young Woman – 4:57
3. Woman Of Salem – 4:01
4. One Way Road – 5:19
5. I Felt Like Smashing My Face In A Clear Glass Window – 5:07
6. Don't Worry Kyoko – 5:52
7. Yume O Moto (Let’s Have A Dream) – 5:03
8. Move on Fast – 5:02
9. Encore MC – 2:26
10. Yume O Moto (Let’s Have A Dream) (Encore Version) – 5:10

## Chartplatzierungen
Das Album verfehlte einen Einstieg in die offiziellen Hitparaden.